# Kruplivnik
Kruplivnik – wieś w Słowenii, w gminie Grad. W 2018 roku liczyła 192 mieszkańców.